# Ладанский Покровский монастырь
Ладанский Покровский монастырь был основан в 1600 году одновременно с Густынским. Сначала он был мужским и назывался Подгорным.
Основателем его был монах Евтимий— один из трёх монахов, которые вышли из Киевского Межигорского монастыря и пошли распространять православную христианскую веру по Руси. Старший из монахов — Иоасаф — остановился на Густинском острове у Прилук и стал основателем Густинского монастыря, а третий монах Геннадий — на горе между Ладанов и Полонка вырыл пещеру наподобие лаврских и остался в ней жить монахом-одиночкой. Пещера эта — архитектурный памятник начала XVII века с фресками в глубине — сохранилась до наших дней, но находится в аварийном состоянии и нуждается в реставрации и сохранении.
Все земли Левобережья, в том числе и Прилуччина, в те времена принадлежали богатому Литовскому магнату князю Михаилу Вишневецкому.
В 1619 году тридцатилетняя вдова Раина Вишневецкая, уже будучи смертельно больной, перед своей кончиной оставила завещание, которым подтвердила права монастыря на владение селом Ладан, а также почвами и угодьями.
В этом же году (18 января) епископ Исаия Копинский, управляющий храмами и монастырями Вишневецких на Левобережье, добился в Раины Вишневецкой разрешения реорганизовать обитель из мужской в женскую с целью, чтобы игуменьей в ней была его сестра Александра.
В 1735 году обитель полностью уничтожил пожар. В то время в ней были: три храма, колокольня, хозяйственные застройки и оборонительные укрепления. Обитель уже называлась «Покровская». После этого пожара монастырь возродился быстро — уже через 5 лет в ней было три церкви и полный штат служащих.
Строительство и полное возрождение монастыря Киевский Митрополит Рафаил Заборовский поручил в 1743 году игуменье Александре (Ивановой), переведя её из Нежина. За 20 лет её работы монастырь достиг самого высокого расцвета — при ней было построено 2 храма: первое каменное сооружение во имя Пресвятой Богородицы в 1763 году, второй храм был построен из дерева в честь святителя Николая.
Во время «смутных» времён царица Екатерина II монастырь оставила заштатным. Всё из обители было вывезено, но она не погибла, а продолжала свою жизнь благодаря трудолюбивым монашкам.
В 1817 году Ладанский монастырь вновь был включён в штат с присвоением ему 3 класса, благодаря Преосвященнейшему Анатолию (Максимович).
1870—1880 годы были годами самого высокого расцвета монастыря, при игумене Марии. Обитель значительно расширяется и развивается.
Перед революцией и к этому времени ликвидации в 1928 году монастырь был очень богатым и пользовался значительной популярностью не только в своей округе, но и далеко за её пределами. Высоко почиталась Чудотворная икона Ладанский Богоматери и славилась целебная вода из древней монастырской колодца, которые давали исцеления от болезней болящим за их верой и молитвой.
После ликвидации монастыря в его зданиях МВД разместило трудовую коммуну для несовершеннолетних беспризорных детей. В зданиях монастыря были размещены мастерские для обучения детей. Впоследствии мастерские превратились в заводы и фабрики, которые в 1938 году были объединены в завод противопожарного оборудования. Завод развивался и достиг со временем высоких успехов, имел статус Союзного значения и отправлял продукцию в 39 стран зарубежья.
Но с распадом Союза завод тоже обветшал и сократил производство. В постройках монастыря отпала необходимость.
Пользуясь этим, а также Законом Украины (ст. 17) о возвращении религиозным общинам культовых сооружений, вновь религиозная община Свято-Покровского собора монастыря добилась передачи ей в собственность двух храмов монастыря — Свято-Покровского собора и Свято-Вознесенской (Николаевской) церкви. Монастырь мученик начал своё третье возрождение. Более подробно, с интересными архивными и жизненными фактами эта история монастыря изложенная в книге, которая ждёт помощи в её издании, как и монастырь ждёт, когда его поднимут из руин.
Ремонт одного престола в Свято-Вознесенский (Николаевской) церкви уже сделан силами религиозной общины, он действует с 31 декабря 2003 года.
Конечно, реставрационных и ремонтных работ очень много, и на это нужны очень большие средства, но с Божьей помощью объединённая религиозная община под руководством протоиерея о. Иоанна Олексика будет продолжать возрождение своей Святыни — души и сердца Ладана.
17 октября 2009 года Преосвященнейший епископ Нежинский и Прилукский Ириней освятил кресты для Свято-Покровского собора некогда славного Ладанский монастыря.